# Juan de Castañeda
Juan de Castañeda fue un historiador español del siglo XVI. Se le recuerda por ser el primer estudioso riguroso conocido que se centró en la historia de que hoy es la comunidad autónoma de Cantabria.

## Obra
- Memorial de algunas antigüedades de la Villa de Santander.[2]